# Droga wojewódzka 310
Die Droga wojewódzka 310 (DW 310) ist eine 25 Kilometer lange Droga wojewódzka (Woiwodschaftsstraße) in der polnischen Woiwodschaft Großpolen, die Śrem mit Czempiń verbindet. Die Strecke liegt im Powiat Kościański und im Powiat Śremski.

## Streckenverlauf
Woiwodschaft Großpolen, Powiat Kościański
-  Głuchowo (Gutenau) (S 5, DK 5)
- Piechanin (Pechstein)
-  Czempiń (Czempin, Tschempin) (DW 311)

Woiwodschaft Großpolen, Powiat Śremski
- Szołdry
- Chaławy
- Grabianowo
- Manieczki
- Szymanowo (Seedorf)
- Psarskie (Wartheblick)
-  Śrem (Schrimm) (DW 432, DW 434, DW 436)